# دیوی کلاسن
دیوی کلاسن (هلندی: Davy Klaassen؛ زاده ۲۱ فوریهٔ ۱۹۹۳) بازیکن فوتبال اهل هلند است که هم اکنون به عنوان هافبک هجومی برای باشگاه فوتبال آژاکس بازی می کند.

## آمار ملی

### بازی‌های ملی
تا تاریخ ۲۷ مارس ۲۰۲۳
| هلند  | هلند | هلند | هلند   |
| سال   | بازی | گل   | پاس گل |
| ----- | ---- | ---- | ------ |
| ۲۰۱۴  | ۱    | ۰    | ۰      |
| ۲۰۱۵  | ۳    | ۱    | ۰      |
| ۲۰۱۶  | ۷    | ۲    | ۱      |
| ۲۰۱۷  | ۵    | ۱    | ۰      |
| ۲۰۲۰  | ۳    | ۰    | ۰      |
| ۲۰۲۱  | ۱۲   | ۴    | ۴      |
| ۲۰۲۲  | ۸    | ۲    | ۲      |
| ۲۰۲۳  | ۲    | ۰    | ۰      |
| مجموع | ۴۱   | ۱۰   | ۷      |

### گل‌های ملی
| شماره | تاریخ          | میزبان   | بازی ملی | حریف     | نتیجه | رقابت                    |
| ----- | -------------- | -------- | -------- | -------- | ----- | ------------------------ |
| ۱     | ۳۱ مارس ۲۰۱۵   | آمستردام | ۲        | اسپانیا  | ۲–۰   | دوستانه                  |
| ۲     | ۷ اکتبر ۲۰۱۶   | روتردام  | ۸        | بلاروس   | ۴–۱   | مقدماتی جام جهانی ۲۰۱۸   |
| ۳     | ۹ نوامبر ۲۰۱۶  | آمستردام | ۱۰       | بلژیک    | ۱–۱   | دوستانه                  |
| ۴     | ۴ ژوئن ۲۰۱۷    | روتردام  | ۱۴       | ساحل عاج | ۵–۰   | دوستانه                  |
| ۵     | ۲۴ مارس ۲۰۲۱   | استانبول | ۲۰       | ترکیه    | ۲–۴   | مقدماتی جام جهانی ۲۰۲۲   |
| ۶     | ۱ سپتامبر ۲۰۲۱ | اسلو     | ۲۵       | نروژ     | ۱–۱   | مقدماتی جام جهانی ۲۰۲۲   |
| ۷     | ۷ سپتامبر ۲۰۲۱ | آمستردام | ۲۷       | ترکیه    | ۶–۱   | مقدماتی جام جهانی ۲۰۲۲   |
| ۸     | ۸ اکتبر ۲۰۲۱   | ریگا     | ۲۸       | لتونی    | ۱–۰   | مقدماتی جام جهانی ۲۰۲۲   |
| ۹     | ۱۱ ژوئن ۲۰۲۲   | روتردام  | ۳۴       | لهستان   | ۲–۲   | لیگ ملت‌های اروپا ۲۳–۲۰۲۲ |
| ۱۰    | ۲۱ نوامبر ۲۰۲۲ | دوحه     | ۳۶       | سنگال    | ۲–۰   | جام جهانی ۲۰۲۲ قطر       |

## افتخارات

### باشگاهی
آژاکس
- لیگ برتر فوتبال هلند(۵): ۱۲–۲۰۱۱، ۱۳–۲۰۱۲، ۱۴–۲۰۱۳، ۲۱–۲۰۲، ۲۲–۲۰۲۱
- جام حذفی فوتبال هلند(۱): ۲۱–۲۰۲
- سوپر جام فوتبال هلند(۱): ۲۰۱۳
- لیگ اروپا: ۱۷–۲۰۱۶ (نایب قهرمان)

اینتر میلان
- سری آ(۱): ۲۴–۲۰۲۳
- سوپر جام فوتبال ایتالیا(۱): ۲۰۲۳